# Distretto di Mae Wong
Il distretto di Mae Wong (in thailandese: แม่วงก์) è un distretto (amphoe) della Thailandia, situato nella provincia di Nakhon Sawan.